# Gladioferens imparipes
Gladioferens imparipes is een eenoogkreeftjessoort uit de familie van de Centropagidae. De wetenschappelijke naam van de soort is voor het eerst geldig gepubliceerd in 1946 door Thomson J.M..